# BSZ Regensburg
Das BSZ Regensburger Land ist ein staatliches Berufliches Schulzentrum mit dem Landkreis Regensburg als Schulträger und befindet sich im Stadtgebiet Regensburg. Das BSZ gilt als Erfinder des „Regensburger Modells“, das in der aktuellen pädagogischen Diskussion um die Beschulung für Jugendliche ohne Ausbildungsvertrag (JoA) bayernweit Interesse hervorgerufen hat.
Als Modellversuchsschule trägt die Einrichtung dazu bei, Verbesserungen in den Bereichen Unterrichtsentwicklung, Personalentwicklung und Organisationsentwicklung bayernweit zu implementieren. Als Auszeichnung gelten die beiden i.s.i. Preise aus den Jahren 2005 und 2012. Das BSZ ist Seminarschule für Studienreferendare im Bereich Sozialpädagogik.

## Name der Schule

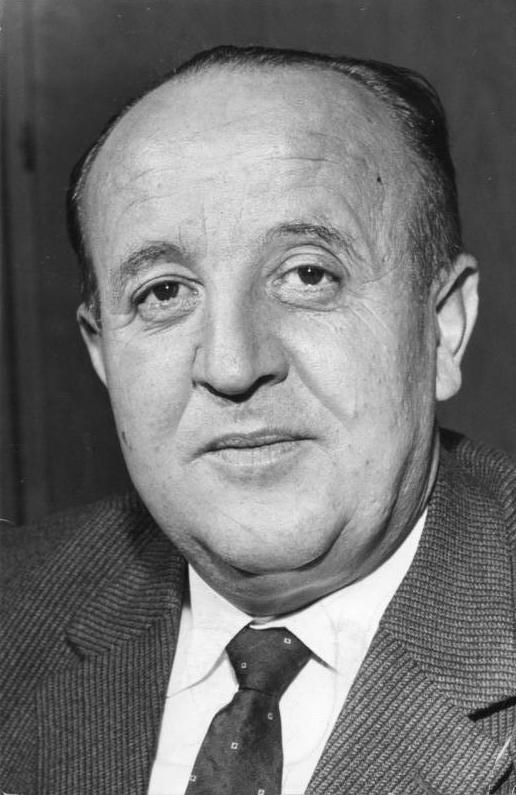
Hermann Höcherl
Zentralbild 6. April 1962 Hermann Höcherl, Innenminister der Bundesrepublik (24. Oktober 1961)

Es handelt sich um ein Schulzentrum aus dem Beruflichen Bereich. Der Namenszusatz Regensburger Land weist hin auf den Sachaufwandsträger: Landkreis Regensburg.
Zudem trägt die Schule den Zusatz Hermann Höcherl Schule. Der Namensgeber Hermann Höcherl war ein deutscher Politiker der CSU. Das Bayerisches Staatsministerium für Bildung und Kultus, Wissenschaft und Kunst führt die Schule in der Datenbank.

## Abteilungen

### Berufsschule
- Gärtner
- Floristen
- Berufsschule Jugendliche in Berufsfindung
- Beschulung von unbegleiteten minderjährigen Flüchtlingen[9]

### Berufsfachschule
- BFS Ernährung und Versorgung
- BFS Kinderpflege in Teilzeit und Vollzeit
- BFS Sozialpflege

### Fachakademie
- Fachakademie für Sozialpädagogik

### Fachschule
- Fachschule für Grundschulkindbetreuung

## Seminarschule

### Seminar Sozialpädagogik
Die Schule bildete bis 2018 angehende Lehrer aus dem Bereich Sozialpädagogik aus.

### Seminar Gesundheit und Pflege
Die Schule bildet angehende Lehrer aus dem Bereich Gesundheit und Pflege aus.
Bisher wurden im Fachbereich Sozialpädagogik die Referendare von Herrn StD Troidl betreut. Mit Beginn des Schuljahres 2016/17 leitet Frau StDin Evi Hölzl das Seminar.

## Partnerschule und Schüleraustausch

### Leonardo
Das BSZ nahm am europäischen Austauschprogramm Leonardo teil.
Seit 2014 beteiligt sich die Schule am Erasmus+ – Programm.

### eTwinning
Das EU-Programm eTwinning vernetzt Schulen aus Europa über das Internet miteinander. Mit eTwinning finden diese eine Partnerschule und arbeiten in einem geschützten virtuellen Klassenraum an einem gemeinsamen Unterrichtsprojekt.
Die Schule beteiligt sich mit zwei Projekten:
- Honigbienen im Schulgarten
- Obst und Gemüse (fruits and vegetable)

## Förderverein
Seit 2006 gibt es einen Förderverein, der die Schule unterstützt. Der Förderverein umfasst zurzeit ca. 225 Mitglieder.

## Projekte und Modellversuche
Bei Profil21 werden Möglichkeiten geschaffen, die Eigenverantwortung und Selbstständigkeit der Beruflichen Schulen vor dem Hintergrund ihres engen Bezugs zur Wirtschafts- und Arbeitswelt zu erhöhen. Das BSZ hat zwei Schwerpunkte, die Fortbildungsschule (BSZ-Seminar) und arbeitsmarktgerechte Ausbildung (BFS Kinderpflege mit Schwerpunkt Krippenpädagogik, BFS Hauswirtschaft mit Schwerpunkt hauswirtschaftliche Teamassistenten).
Bei QmbS wurde ein ganzheitliches Qualitätsmanagementsystem erarbeitet und erprobt. Das System wurde bayernweit mit 18 berufsbildenden Schulen des Modellprojektes PROFIL 21 durchgeführt. QmbS basiert auf dem Modell Q2E und integriert darüber hinausgehend die Elemente „interne Evaluation“ und „externe Evaluation“.
Beim Wettbewerb „Innere Schulentwicklung Innovationspreis 2005“ (i.s.i) verlieh Kultusminister Siegfried Schneider der Schule den 2. Preis für berufliche Schulen.
Im Mai 2012 erreichte das die Schule beim Wettbewerb „Innere Schulentwicklung Innovationspreis“ den ersten Preis. Hervorgehoben wurden die Maßnahmen zur Inklusion, zur Weiterbildung und zum Qualitätsmanagementsystem QMBS.
Seit dem Schuljahr 2012/13 ist die Schule am Modellversuch „Inklusion“ beteiligt.